# جوليا دالافيا
جوليا دالافيا (بالبرتغالية: Julia Dalavia‏) ولدت في 9 فبراير 1998 في ريو دي جانيرو، هي ممثلة برازيلية ظهرت لأول مرة في المسرح عام 2006.

## سيرة
ولدت دالافيا في تيجوكا ريو دي جانيرو يوم 9 فبراير 1998. درست في المسرح وأجرت دورات فيديو وأفلام مع سيبيل سانتا كروز ومسرح في بيت ثقافة هاميتا مع دانييلا بيسوا والإشراف على بيدرو فاسكونسيلوس. ظهرت لأول مرة في المسرح عام 2006 في مسرحية تشغيل الدجاج. في نفس العام قدمت أول فيلم لها وهو يا كافاليرو ديدي برنسيسا ليلي على شاشات التلفزيون. لعبت دورها الأول في شوشا لل في قناة غلوبو في 2008. وفي عام 2012 ظهرت لأول مرة في دور السينما الوطنية. أصبحت معروفة في عام 2014 بشخصية هيلينا في المرحلة الأولى من مسلسل في عائلة مانويل كارلوس. في عام 2014 شاركت في فريق أوبرا الصابون بوجي أوجي. وفي عام 2019 شاركت في مسلسل أيتام الأرض بشخصية ليلى الفتاة السورية.

## روابط خارجية
- جوليا دالافيا على موقع IMDb (الإنجليزية)
- جوليا دالافيا على موقع قاعدة بيانات الفيلم (الإنجليزية)

لم يتم العثور على روابط لمواقع التواصل الاجتماعي.